# Platysenta semifurca
Platysenta semifurca là một loài bướm đêm trong họ Noctuidae.